# Chiesa di San Clemente (Roma)
La chiesa di San Clemente papa è una chiesa di Roma, nel quartiere Monte Sacro, in via Val Santerno.

## Storia
L'edificio fu costruito nella seconda metà del XX secolo. Tra il 1957 ed il 1959 fu costruita su progetti di Ugo Luccichenti la cripta, che per molti anni ha servito come ambiente per le cerimonie liturgiche. Negli anni novanta la chiesa fu ultimata su progetti degli architetti Gioia Barchiesi Ghenzi, Riccardo d'Aquino, Piercarlo Rampini di Roma e Duccio Staderini e consacrata dal cardinale Camillo Ruini il 4 febbraio 1995.
La chiesa è sede parrocchiale, istituita il 21 dicembre 1956 con il decreto Quotidianis curis del cardinale vicario Clemente Micara.
La chiesa è dedicata a papa Clemente I, terzo successore di Pietro sulla cattedra di Roma.

## Descrizione

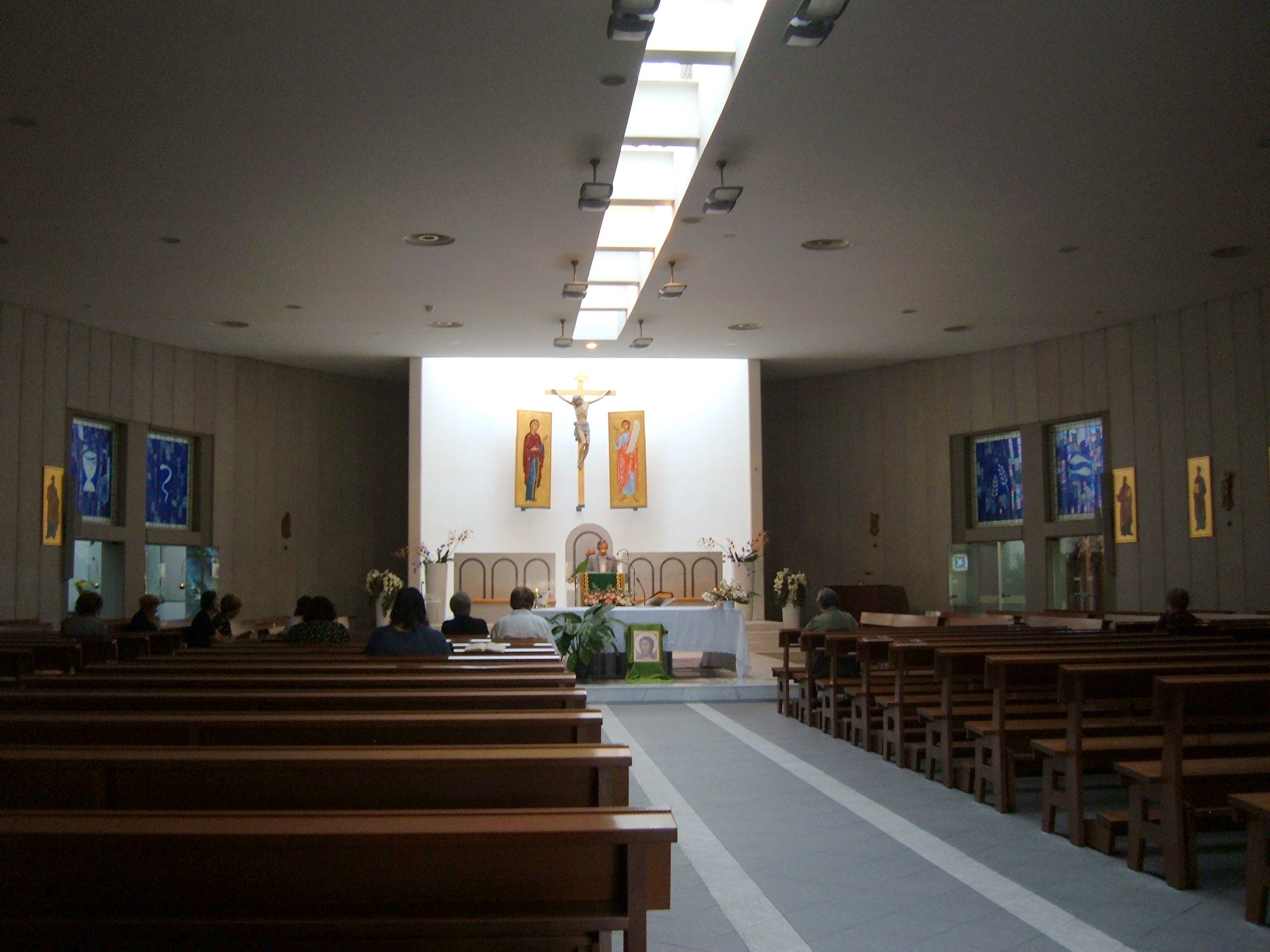
Interno

Esternamente la chiesa si presenta con un colonnato coperto di cemento armato che ingabbia il corpo principale della chiesa, in mattonelle rosse.
L'interno si presenta con pianta a forma ellittica. L'ampio presbiterio è caratterizzato dall'allineamento di sede, altare e ambone: quest'ultimo infatti non si trova, come d'abitudine, a fianco dell'altare, ma tra l'altare e la sede del celebrante.
La chiesa poi è arricchita da diverse icone moderne. La parete di fondo del presbiterio ospita un crocifisso ligneo affiancato dalle icone della Madonna e di san Giovanni. Alle pareti a fianco del presbiterio sono appese dieci icone, ove sono riprodotte le figure degli apostoli ed evangelisti Bartolomeo, Andrea, Luca, Matteo, Paolo, Pietro, Marco, Simone, Giovanni e Giacomo. Nella parete di controfacciata è l'icona della Dormitio Virginis.
A sinistra del presbiterio si trova la cappella del Santissimo Sacramento, mentre all'entrata della chiesa è il fonte battesimale predisposto per il battesimo ad immersione, con icona del Battesimo di Gesù al Giordano. Infine la parete di destra ospita una statua lignea del santo titolare.